# 喬瓦尼·帕斯夸萊
喬瓦尼·帕斯夸萊（義大利語：Giovanni Pasquale；1982年1月5日—）是一位意大利足球運動員。在場上的位置是後衛。他現在效力於意大利足球甲級聯賽球隊烏迪内斯足球俱樂部。